# 215 a.C.

## Eventos
- Lúcio Postúmio Albino, pela terceira vez, e Tibério Semprônio Graco, cônsules romanos. Depois da morte de Albino, Marco Cláudio Marcelo, pela segunda vez, foi eleito, mas acabou renunciando por ser plebeu assim como Graco. Em seu lugar, assumiu Fábio Máximo, pela terceira vez.
- Quarto ano da Segunda Guerra Púnica:
  - Segunda Batalha de Nola - Marcelo repele pela segunda vez um ataque de Aníbal contra Nola.
  - Batalha de Dertosa - Cneu Cornélio Cipião Calvo e seu irmão, Públio Cornélio Cipião, vencem Asdrúbal, irmão de Aníbal, na Hispânia.
- O rei Selêucida, Antíoco III, atravessa os Montes Tauro, unindo suas forças com as de Átalo de Pérgamo e, em uma campanha, priva seu general rebelde, Aqueu, de todos os seus domínios e toma Sardes (com exceção da cidadela).

## Mortes
- Lúcio Postúmio Albino, consul e militar romano, morto em combate.